# هاري جاكسون (دراج)
هاري جاكسون (بالإنجليزية: Harry Jackson) هو دراج بريطاني، ولد في 26 مايو 1941 في مانشستر في المملكة المتحدة.

## وصلات خارجية
- هاري جاكسون على موقع أرشيف الدراجات (الإنجليزية)
- هاري جاكسون على موقع أوليمبيديا (الإنجليزية)
- هاري جاكسون على موقع اللجنة الأولمبية البريطانية (الإنجليزية)